# Decize
Decize é uma comuna francesa na região administrativa de Borgonha-Franco-Condado, no departamento Nièvre. Estende-se por uma área de 48,08 km². Em 2010 a comuna tinha 5 443 habitantes (densidade: 113,2 hab./km²).

## Funchalenses ilustres

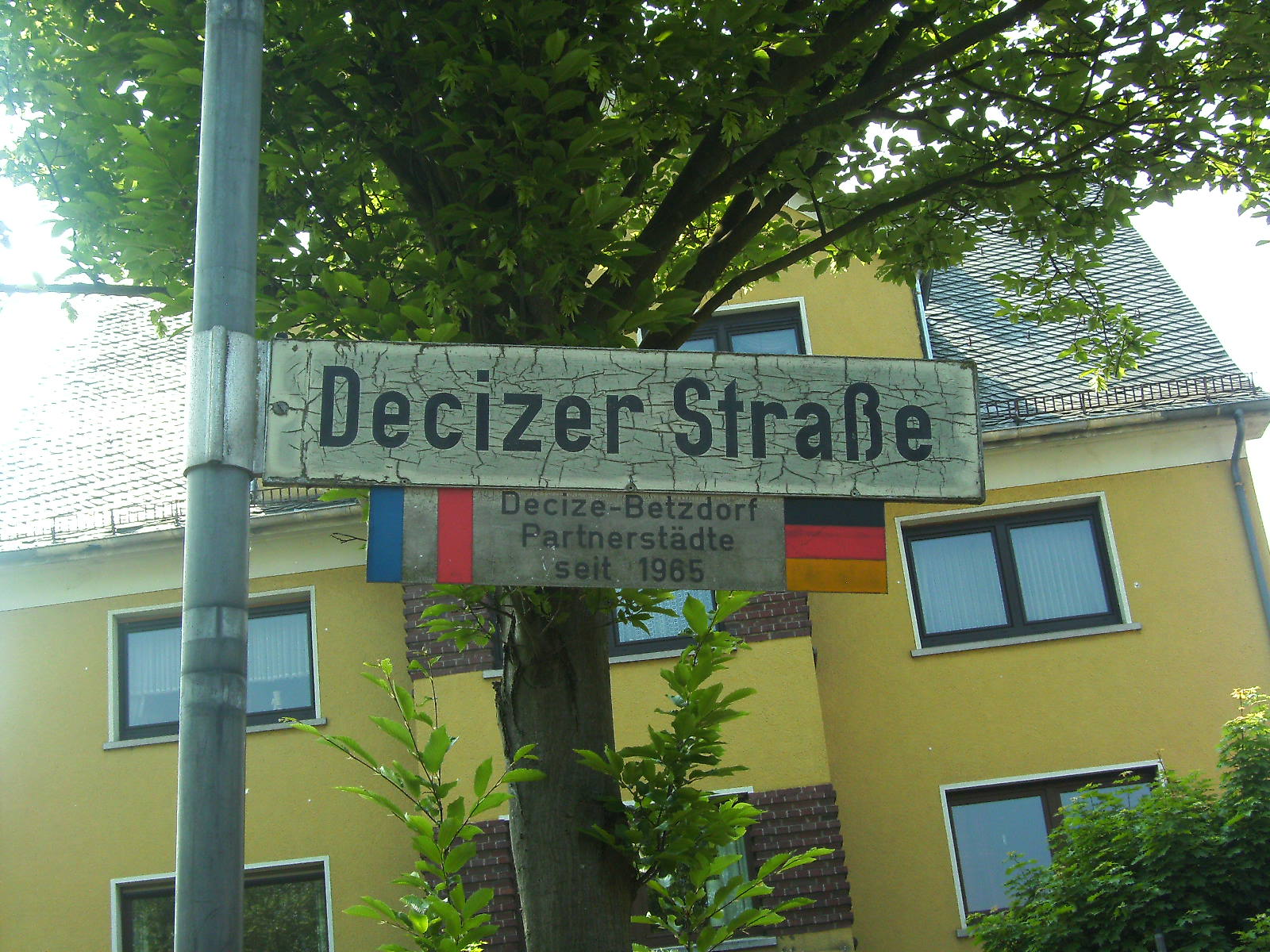
Decizer Straße (Decize Rua) em Betzdorf (Sieg)

- Antoine de Saint-Just, revolucionário francês (1767-1794)
- Hector Hanoteau, pintor francês (1823-1890 em Briet, Nièvre)
- Robert Lamartine, futebolista francês (1935-1990)
- Marguerite Monnot, compositor e pianista francês (1903-1961)

## Geminações
- Betzdorf, Alemanha